# Cocktail Chic
Cocktail Chic war ein französisches Gesangs-Quartett, bestehend aus den Schwestern Dominique Poulain, Catherine Bonnevay und deren Cousinen Francine Chanterau und Martine Latorre.

## Werdegang
Die Gruppe gründete sich in den späten 1960er Jahren. Als Les Fléchettes wurden sie als Background-Chor bei Claude François engagiert. Der Bandname spielt auf dessen Plattenlabel Disques Flèche an, bei dem sie auch mehrere Singles unter ihrem Bandnamen veröffentlichten. Mit dem Tod von Claude François erlosch die Gruppe vorerst.
Mit dem neuen Namen Cocktail Chic begab sich die Gruppe in den nationalen Vorentscheid, gewann diesen und durfte daher als französische Vertreter beim Eurovision Song Contest 1986 in Oslo antreten. Mit dem Popsong Européennes erreichten sie aber nur den 17. Platz.